# Acacia amanda
Acacia amanda é uma espécie de leguminosa do gênero Acacia, pertencente à família Fabaceae.